# 光明路街道 (阿图什市)
光明路街道（維吾爾語：نۇرلۇق يولى كوچا باشقارمىسى‎）是中华人民共和国新疆维吾尔自治区克孜勒苏柯尔克孜自治州阿图什市下辖的一个乡镇级行政单位。

## 行政区划
光明路街道下辖以下地区：
光明路社区、天山路社区、建设路社区、文化路社区、团结路社区、苗圃社区、吉米提拉路社区、友谊路社区和帕米尔路社区。